# Henri Adrien Tanoux
Henri Adrien Tanoux (Marsella, 18 de octubre de 1865 - París, 1923) fue un pintor francés. Se dedicó a realizar paisajes, desnudos y escenas orientalistas.
Estudió en la Academia de Bellas Artes de París donde fue pupilo de Léon Bonnat. Exhibió sus obras regularmente en el Salón de París y recibió una mención de honor en la Exposición universal de París de 1889.

## Obras seleccionadas

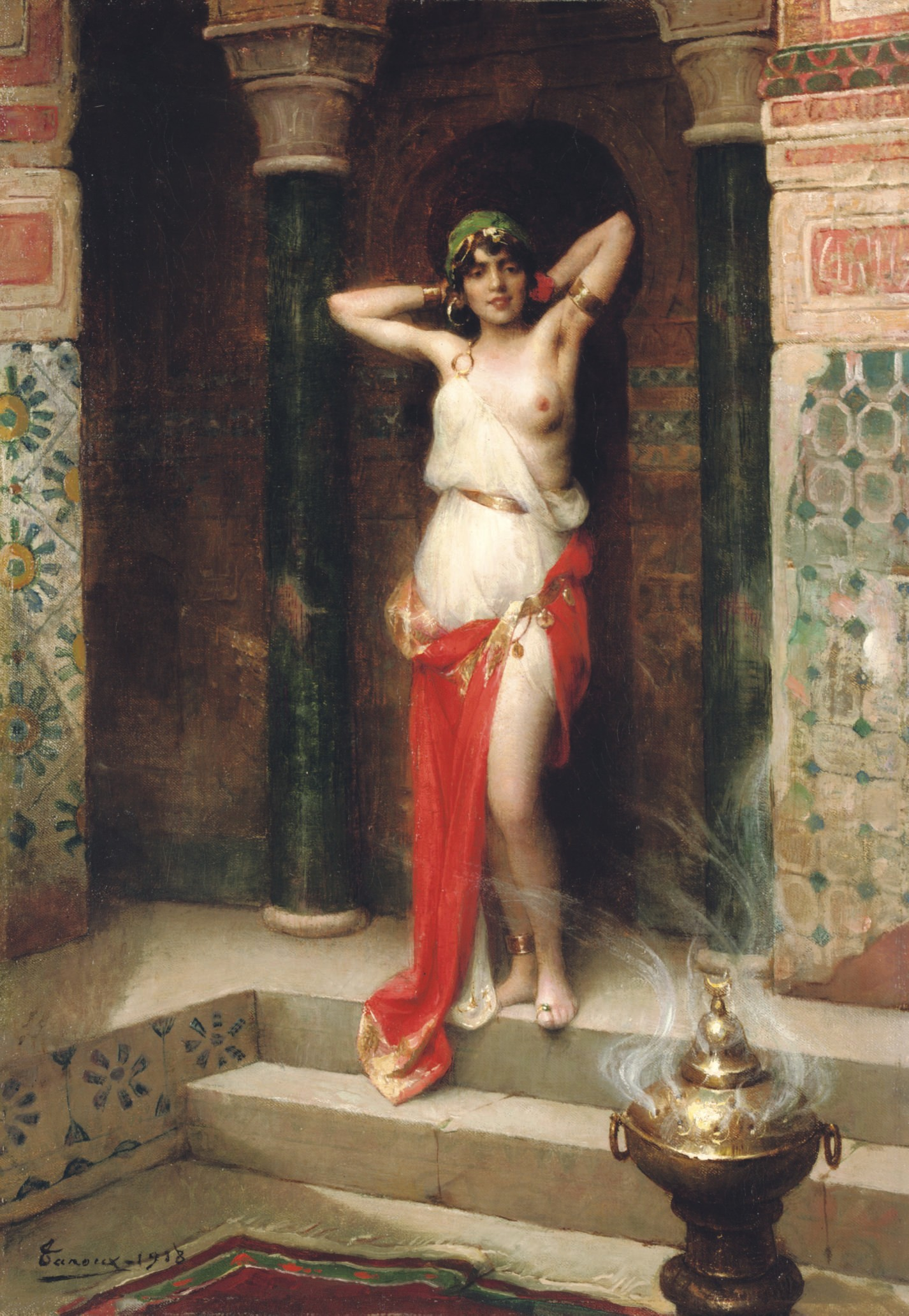
La belleza del harén
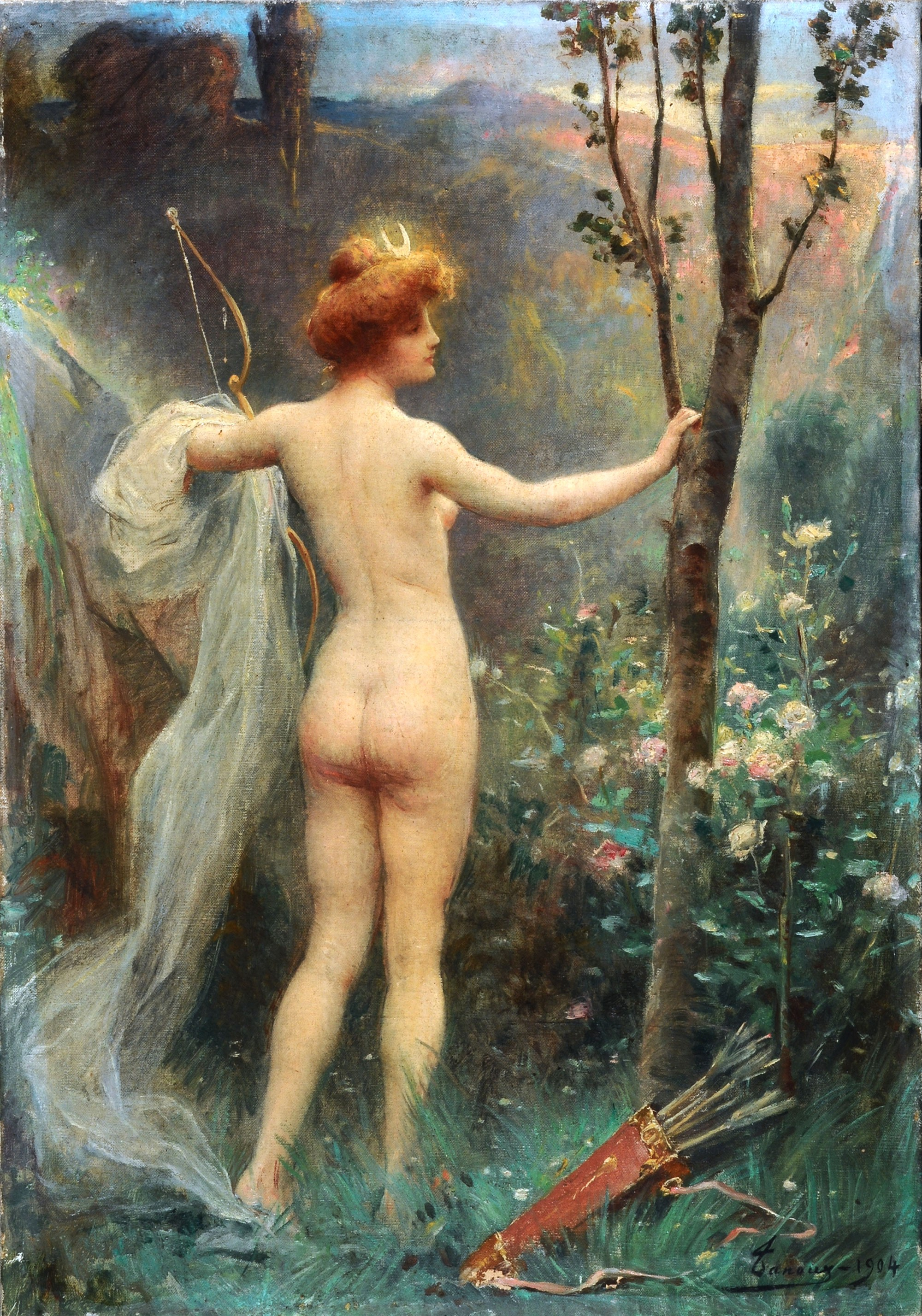
Diana
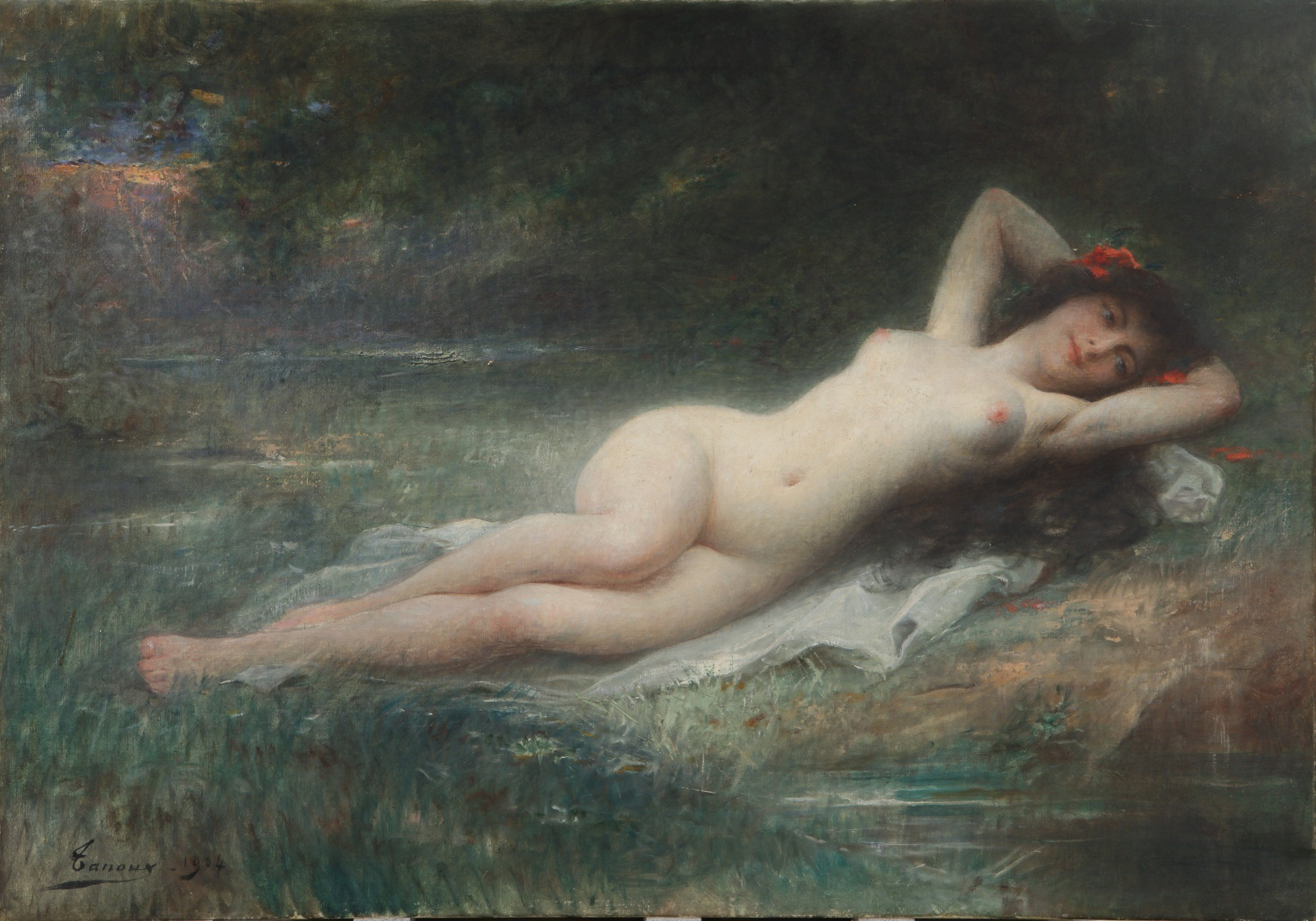
Desnudo
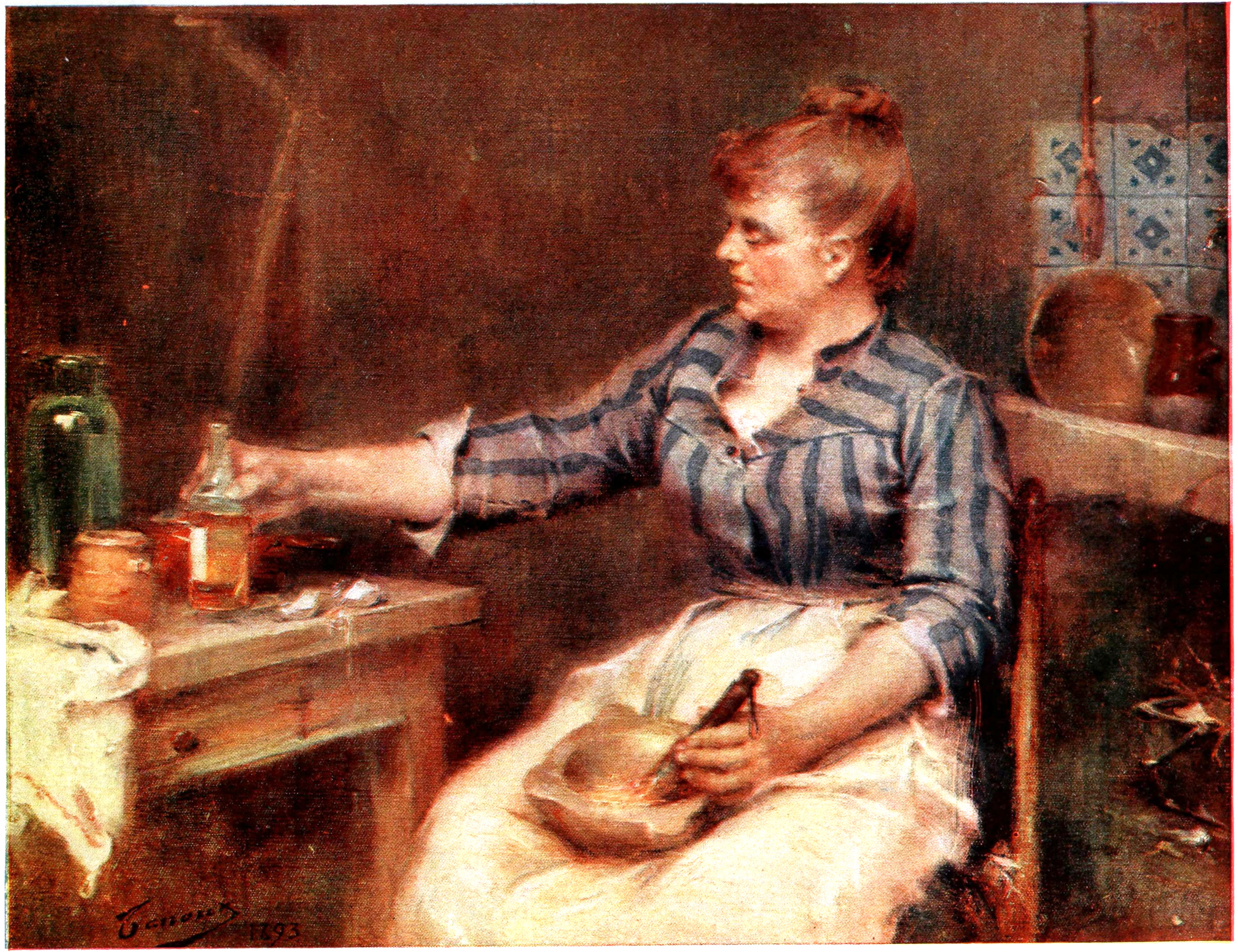
La cocinera
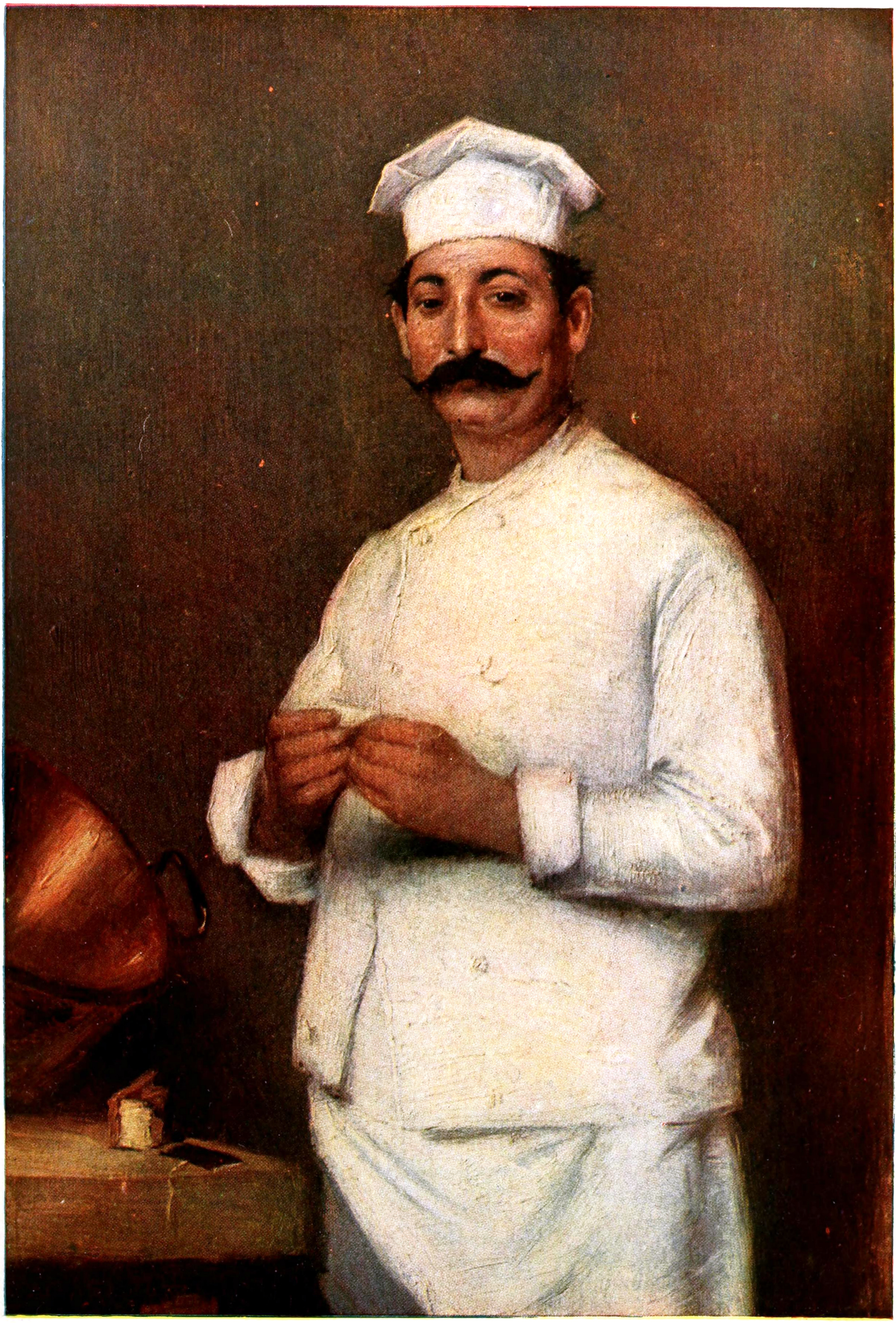
El chef
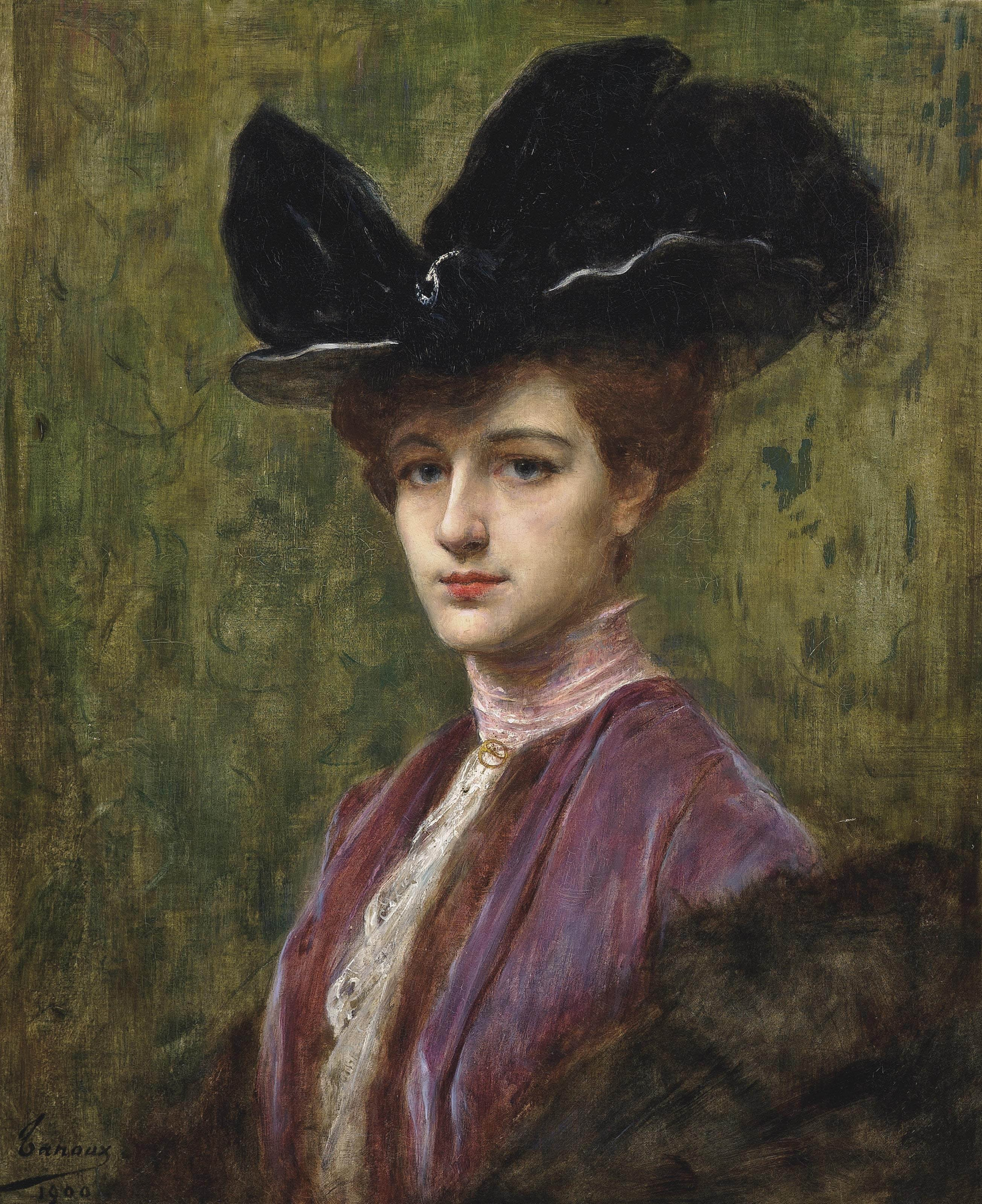
Dama elegante con sombrero negro